# Araucaria cunninghamii
Araucaria cunninghamii — вид хвойних рослин родини араукарієвих.

## Поширення, екологія
Країни проживання: Австралія (Новий Південний Уельс, Квінсленд); Індонезія (Папуа); Папуа Нова Гвінея. Населяє прибережні тропічні і субтропічні ліси на висотах 0-1000 м над рівнем моря.

## Морфологія
Асиметричне дерево до 60 м височини, 4 м в обхваті. Кора груба, в горизонтальних смугах. Чоловічі шишки циліндричні, 2–3 см у довжину і 5–7 мм ширину, тупі. Жіночі шишки яйцеподібні, симетричні, 8–10 см в довжину і 6–8 см ширину. Насіння 1,5 см в довжину і 6–7 мм ширину, з вузькими крилами.

## Використання
В Австралії природні субпопуляції історично нещадно експлуатуються задля сильної й текстурованої деревини. Надмірна експлуатація призвела до створення плантацій в штаті Квінсленд і Новий Південний Уельс; природні деревостани на державних землях більше не експлуатуються.

## Загрози та охорона
Інтенсивна історична експлуатація цього виду в пд.-сх. Квінсленді й пн. Нового Південного Уельсу призвела до значної фрагментації оригінальних лісів. Остання була посилена масштабною вирубкою лісів для сільського господарства і скотарства. У деяких районах, ці фрагменти піддаються більшому ризику від недоречних пожежних режимів, вторгнення екзотичних бур'янів. Фрагментовані деревостани також більш схильні до ризику локалізованих кліматичних явищ, таких як циклони. В Австралії багато з решти лісів тепер знаходяться в межах національних парків або інших охоронних територій. У Папуа Новій Гвінеї та Індонезії кілька деревостанів знаходяться в межах охоронних територій.